# Lista över herrdubbelsegrare i Australiska öppna
Detta är en lista över herrdubbelsegrare i Australiska öppna mästerskapen i tennis.

## Lista
| År        | Segrare                                | Finalmotståndare                        | Setsiffror                  |
| --------- | -------------------------------------- | --------------------------------------- | --------------------------- |
| 1905      | Randolph Lycett & Tom Tachell          | E.T. Barnard & B. Spence                | 11-9, 8-6, 1-6, 4-6, 6-1    |
| 1906      | Rodney Heath & Anthony Wilding         | Harry Parker & C.C. Cox                 | 6-2, 6-4, 6-2               |
| 1907      | Bill Gregg & Harry Parker              | Horace Rice & George Wright             | 6-2, 3-6, 6-2, 6-2          |
| 1908      | Fred Alexander & Alfred Dunlop         | G.G. Sharp & Anthony Wilding            | 6-3, 6-2, 6-1               |
| 1909      | J.V.Keane & Ernie Parker               | Tom Crooks & Anthony Wilding            | 1-6, 6-1, 6-1, 9-7          |
| 1910      | Ashley Campbell & Horace Rice          | Rodney Heath & J.L. O'Dea               | 6-3, 6-3, 6-2               |
| 1911      | Rodney Heath & Randolph Lycett         | J.J. Addison & Norman Brookes           | 6-2, 7-5, 6-0               |
| 1912      | James Cecil Parke & Charles Dixon      | Arthur Beamish & Gordon Lowe            | 6-4, 6-4, 6-2               |
| 1913      | Ernie Parker & Alf Hedeman             | Harry Parker & Ron Taylor               | 8-6, 4-6, 6-4, 6-4          |
| 1914      | Ashley Campbell & Gerald Patterson     | Rodney Heath & Arthur O'Hara Wood       | 7-5, 3-6, 6-3, 6-3          |
| 1915      | Clarence Todd & Horace Rice            | Gordon Lowe & Bert St. John             | 8-6, 6-4, 7-9, 6-3          |
| 1916-1918 | inställt på grund av krig              | inställt på grund av krig               | inställt på grund av krig   |
| 1919      | Pat O'Hara Wood & Ronald Thomas        | James Outram Anderson & Arthur Lowe     | 7-5, 6-1, 7-9, 3-6, 6-3     |
| 1920      | Pat O'Hara Wood & Ronald Thomas        | Horace Rice & Ron Taylor                | 6-1, 6-0, 7-5               |
| 1921      | Rhys Gemmell & Stanley Eaton           | Norman Brearley & E. Stokes             | 7-5, 6-3, 6-3               |
| 1922      | John Hawkes & Gerald Patterson         | James Outram Anderson & Norman Peach    | 8-10, 6-0, 6-0, 7-5         |
| 1923      | Pat O'Hara Wood & Bert St. John        | Dudley Bullough & Horace Rice           | 6-4, 6-3, 3-6, 6-0          |
| 1924      | James Outram Anderson & Norman Brookes | Gerald Patterson & Pat O'Hara Wood      | 6-2, 6-4, 6-3               |
| 1925      | Pat O'Hara Wood & Gerald Patterson     | James Outram Anderson & Fred Kalms      | 6-4, 8-6, 7-5               |
| 1926      | John Hawkes & Gerald Patterson         | James Outram Anderson & Pat O'Hara Wood | 6-1, 6-4, 6-2               |
| 1927      | John Hawkes & Gerald Patterson         | Pat O'Hara Wood & Ian McInness          | 8-6, 6-2, 6-1               |
| 1928      | Jean Borotra & Jacques Brugnon         | Jim Willard & Edgar Moon                | 6-2, 4-6, 6-4, 6-4          |
| 1929      | Jack Crawford & Harry Hopman           | Jack Cummings & Edgar Moon              | 6-1, 6-8, 4-6, 6-1, 6-3     |
| 1930      | Jack Crawford & Harry Hopman           | John Hawkes & Tim Fitchett              | 8-6, 6-1, 2-6, 6-3          |
| 1931      | Charles Donohoe & Ray Dunlop           | Jack Crawford & Harry Hopman            | 8-6, 6-2, 5-7, 7-9, 6-4     |
| 1932      | Jack Crawford & Edgar Moon             | Harry Hopman & Gerald Patterson         | 12-10, 6-3, 4-6, 6-4        |
| 1933      | Keith Gledhill & Ellsworth Vines       | Jack Crawford & Edgar Moon              | 6-4, 10-8, 6-2              |
| 1934      | Fred Perry & George Hughes             | Adrian Quist & Don Turnbull             | 6-8, 6-3, 6-4, 3-6, 6-3     |
| 1935      | Jack Crawford & Vivian McGrath         | Pat Hughes & Fred Perry                 | 6-4, 8-6, 6-2               |
| 1936      | Adrian Quist & Don Turnbull            | Jack Crawford & Vivian McGrath          | 6-8, 8-2, 6-1, 3-6, 6-2     |
| 1937      | Adrian Quist & Don Turnbull            | John Bromwich & Jack Harper             | 6-2, 9-7, 1-6, 6-8, 6-4     |
| 1938      | Adrian Quist & John Bromwich           | Gottfried von Cramm & Henner Henkel     | 7-5, 6-4, 6-0               |
| 1939      | Adrian Quist & John Bromwich           | Don Turnbull & Colin Long               | 6-4, 7-5, 6-2               |
| 1940      | Adrian Quist & John Bromwich           | Jack Crawford & Vivian McGrath          | 6-3, 7-5, 6-1               |
| 1941-1945 | inställt på grund av krig              | inställt på grund av krig               | inställt på grund av krig   |
| 1946      | Adrian Quist & John Bromwich           | Max Newcombe & Len Schwartz             | 6-3, 6-1, 9-7               |
| 1947      | Adrian Quist & John Bromwich           | Frank Sedgman & George Worthington      | 6-1, 6-3, 6-1               |
| 1948      | Adrian Quist & John Bromwich           | Frank Sedgman & Colin Long              | 1-6, 6-8, 9-7, 6-3, 8-6     |
| 1949      | Adrian Quist & John Bromwich           | Geoff Brown & Bill Sidwell              | 1-6, 7-5, 6-2, 6-3          |
| 1950      | Adrian Quist & John Bromwich           | Eric Sturgess & Jaroslav Drobny         | 6-3, 5-7, 4-6, 6-3, 8-6     |
| 1951      | Frank Sedgman & Ken McGregor           | John Bromwich & Adrian Quist            | 11-9, 2-6, 6-3, 4-6, 6-3    |
| 1952      | Frank Sedgman & Ken McGregor           | Don Candy & Mervyn Rose                 | 6-4, 7-5, 6-3               |
| 1953      | Ken Rosewall & Lew Hoad                | Don Candy & Mervyn Rose                 | 9-11, 6-4, 10-8, 6-4        |
| 1954      | Mervyn Rose & Rex Hartwig              | Neale Fraser & Clive Wilderspin         | 6-3, 6-4, 6-2               |
| 1955      | Vic Seixas & Tony Trabert              | Lew Hoad & Ken Rosewall                 | 6-3, 6-2, 2-6, 3-6, 6-1     |
| 1956      | Ken Rosewall & Lew Hoad                | Don Candy & Mervyn Rose                 | 10-8, 13-11, 6-4            |
| 1957      | Lew Hoad & Neale Fraser                | Malcolm Anderson & Ashley Cooper        | 6-3, 8-6, 6-4               |
| 1958      | Ashley Cooper & Neale Fraser           | Roy Emerson & Bob Mark                  | 7-5, 6-8, 3-6, 6-3, 7-5     |
| 1959      | Rod Laver & Bob Mark                   | Don Candy & Bob Howe                    | 9-7, 6-4, 6-2               |
| 1960      | Rod Laver & Bob Mark                   | Roy Emerson & Neale Fraser              | 1-6, 6-2, 6-4, 6-4          |
| 1961      | Rod Laver & Bob Mark                   | Roy Emerson & Marty Mulligan            | 6-3, 7-5, 3-6, 9-11, 6-2    |
| 1962      | Roy Emerson & Neale Fraser             | Bob Hewitt & Fred Stolle                | 4-6, 4-6, 6-1, 6-4, 11-9    |
| 1963      | Bob Hewitt & Fred Stolle               | Ken Fletcher & John Newcombe            | 6-2, 3-6, 6-3, 3-6, 6-3     |
| 1964      | Bob Hewitt & Fred Stolle               | Roy Emerson & Ken Fletcher              | 6-4, 7-5, 3-6, 4-6, 14-12   |
| 1965      | John Newcombe & Tony Roche             | Roy Emerson & Fred Stolle               | 3-6, 4-6, 13-11, 6-3, 6-4   |
| 1966      | Roy Emerson & Fred Stolle              | John Newcombe & Tony Roche              | 7-9, 6-3, 6-8, 14-12, 12-10 |
| 1967      | John Newcombe & Tony Roche             | Bill Bowrey & Owen Davidson             | 3-6, 6-3, 7-5, 6-8, 8-6     |
| 1968      | Dick Crealy & Allan Stone              | Terry Addison & Ray Keldie              | 10-8, 6-4, 6-3              |
| 1969      | Rod Laver & Roy Emerson                | Ken Rosewall & Fred Stolle              | 6-4, 6-4                    |
| 1970      | Robert Lutz & Stan Smith               | John Alexander & Phil Dent              | 8-6, 6-3, 6-4               |
| 1971      | John Newcombe & Tony Roche             | Tom Okker & Marty Riessen               | 6-2, 7-6                    |
| 1972      | Ken Rosewall & Owen Davidson           | Ross Case & Geoff Masters               | 3-6, 7-6, 6-2               |
| 1973      | John Newcombe & Malcolm Anderson       | John Alexander & Phil Dent              | 6-3, 6-4, 7-6               |
| 1974      | Ross Case & Geoff Masters              | Syd Ball & Bob Giltinan                 | 6-7, 6-3, 6-4               |
| 1975      | John Alexander & Phil Dent             | Bob Carmichael & Allan Stone            | 6-3, 7-6                    |
| 1976      | John Newcombe & Tony Roche             | Ross Case & Geoff Masters               | 7-6, 6-4                    |
| 1977      | Arthur Ashe & Tony Roche (januari)     | Charlie Pasarell & Erik van Dillen      | 6-4, 6-4                    |
| 1977      | Ray Ruffels & Allan Stone (december)   | John Alexander & Phil Dent              | 7-6, 7-6                    |
| 1978      | Wojtek Fibak & Kim Warwick             | Paul Kronk & Cliff Letcher              | 7-6, 7-5                    |
| 1979      | Peter McNamara & Paul McNamee          | Paul Kronk & Cliff Letcher              | 7-6, 6-2                    |
| 1980      | Mark Edmondson & Kim Warwick           | Peter McNamara & Paul McNamee           | 7-5, 6-4                    |
| 1981      | Mark Edmondson & Kim Warwick           | Hank Pfister & John Sadri               | 6-3, 6-7, 6-3               |
| 1982      | John Alexander & John Fitzgerald       | Andy Andrews & John Sadri               | 6-4, 7-6                    |
| 1983      | Mark Edmondson & Paul McNamee          | Steve Denton & Sherwood Stewart         | 6-3, 7-6                    |
| 1984      | Mark Edmondson & Sherwood Stewart      | Joakim Nyström & Mats Wilander          | 6-2, 6-2, 7-5               |
| 1985      | Paul Annacone & Christo Van Rensburg   | Mark Edmondson & Kim Warwick            | 3-6, 7-6, 6-4, 6-4          |
| 1986      | Spelades inte                          | Spelades inte                           | Spelades inte               |
| 1987      | Stefan Edberg & Anders Järryd          | Peter Doohan & Laurie Warder            | 6-4, 6-4, 7-6               |
| 1988      | Rick Leach & Jim Pugh                  | Jeremy Bates & Peter Lundgren           | 6-3, 6-2, 6-3               |
| 1989      | Rick Leach & Jim Pugh                  | Darren Cahill & Mark Kratzmann          | 6-4, 6-4, 6-4               |
| 1990      | Pieter Aldrich & Danie Visser          | Grant Connell & Glenn Michibata         | 6-4, 4-6, 6-1, 6-4          |
| 1991      | Scott Davis & David Pate               | Patrick McEnroe & David Wheaton         | 6-7, 7-6, 6-3, 7-5          |
| 1992      | Todd Woodbridge & Mark Woodforde       | Kelly Jones & Rick Leach                | 6-4, 6-3, 6-4               |
| 1993      | Danie Visser & Laurie Warder           | John Fitzgerald & Anders Järryd         | 6-4, 6-3, 6-4               |
| 1994      | Jacco Eltingh & Paul Haarhuis          | Byron Black & Jonathan Stark            | 6-7, 6-3, 6-4, 6-3          |
| 1995      | Jared Palmer & Richey Reneberg         | Mark Knowles & Daniel Nestor            | 6-3, 3-6, 6-3, 6-2          |
| 1996      | Stefan Edberg & Petr Korda             | Sebastien Lareau & Alex O'Brian         | 7-5, 7-5, 4-6, 6-1          |
| 1997      | Todd Woodbridge & Mark Woodforde       | Sebastien Lareau & Alex O'Brian         | 4-6, 7-5, 7-5, 6-3          |
| 1998      | Jonas Björkman & Jacco Eltingh         | Todd Woodbridge & Mark Woodforde        | 6-2, 5-7, 2-6, 6-4, 6-3     |
| 1999      | Jonas Björkman & Patrick Rafter        | Leander Paes & Mahesh Bhupathi          | 6-3, 4-6, 6-4, 6-7(10), 6-4 |
| 2000      | Ellis Ferreira & Rick Leach            | Wayne Black & Andrew Kratzmann          | 6-4, 3-6, 6-3, 3-6, 18-16   |
| 2001      | Jonas Björkman & Todd Woodbridge       | Byron Black & David Prinosil            | 6-1, 5-7, 6-4, 6-4          |
| 2002      | Mark Knowles & Daniel Nestor           | Fabrice Santoro & Michael Llodra        | 7-6(4), 6-3                 |
| 2003      | Fabrice Santoro & Michael Llodra       | Mark Knowles & Daniel Nestor            | 6-4, 3-6, 6-3               |
| 2004      | Fabrice Santoro & Michael Llodra       | Bob Bryan & Mike Bryan                  | 7-6(4), 6-3                 |
| 2005      | Wayne Black & Kevin Ullyett            | Bob Bryan & Mike Bryan                  | 6-4, 6-4                    |
| 2006      | Bob Bryan & Mike Bryan                 | Martin Damm & Leander Paes              | 4-6, 6-3, 6-4               |
| 2007      | Bob Bryan & Mike Bryan                 | Jonas Björkman & Max Mirnyi             | 7-5, 7-5                    |
| 2008      | Jonathan Erlich & Andy Ram             | Arnaud Clément & Michaël Llodra         | 7-5, 7-6                    |
| 2009      | Bob Bryan & Mike Bryan                 | Mahesh Bhupathi & Mark Knowles          | 2-6, 7-5, 6-0               |
| 2010      | Bob Bryan & Mike Bryan                 | Daniel Nestor & Nenad Zimonjić          | 6–3, 6–7(5), 6–3            |
| 2011      | Bob Bryan & Mike Bryan                 | Mahesh Bhupathi & Leander Paes          | 6–3, 6–4                    |
| 2012      | Leander Paes & Radek Štěpánek          | Mike Bryan & Bob Bryan                  | 7–6(1), 6–2                 |
| 2013      | Bob Bryan & Mike Bryan                 | Robin Haase & Igor Sijsling             | 6–3, 6–4                    |
| 2014      | Łukasz Kubot & Robert Lindstedt        | Eric Butorac & Raven Klaasen            | 6–3, 6–3                    |
| 2015      | Simone Bolelli & Fabio Fognini         | Pierre-Hugues Herbert & Nicolas Mahut   | 6–4, 6–4                    |
| 2016      | Jamie Murray & Bruno Soares            | Daniel Nestor & Radek Štěpánek          | 2–6, 6–4, 7–5               |
| 2017      | Henri Kontinen & John Peers            | Bob Bryan & Mike Bryan                  | 7–5, 7–5                    |
| 2018      | Oliver Marach & Mate Pavić             | Juan Sebastián Cabal & Robert Farah     | 6–4, 6–4                    |
| 2019      | Pierre-Hugues Herbert & Nicolas Mahut  | Henri Kontinen & John Peers             | 6–4, 7–6 (7–1)              |
| 2020      | Rajeev Ram & Joe Salisbury             | Max Purcell & Luke Saville              | 6–4, 6–2                    |
| 2021      | Ivan Dodig & Filip Polášek             | Rajeev Ram & Joe Salisbury              | 6–3, 6–4                    |
| 2022      | Nick Kyrgios & Thanasi Kokkinakis      | Matthew Ebden & Max Purcell             | 7–5, 6–4                    |
| 2023      | Rinky Hijikata & Jason Kubler          | Hugo Nys & Jan Zieliński                | 6–4, 7–6 (7–4)              |
| 2024      | Rohan Bopanna & Matthew Ebden          | Simone Bolelli & Andrea Vavassori       | 7–6 (7–0), 7–5              |
| 2025      | Harri Heliövaara & Henry Patten        | Simone Bolelli & Andrea Vavassori       | 6–7 (16–18), 7–6 (7–5), 6–3 |